# المجموعات العرقية في البوسنة والهرسك

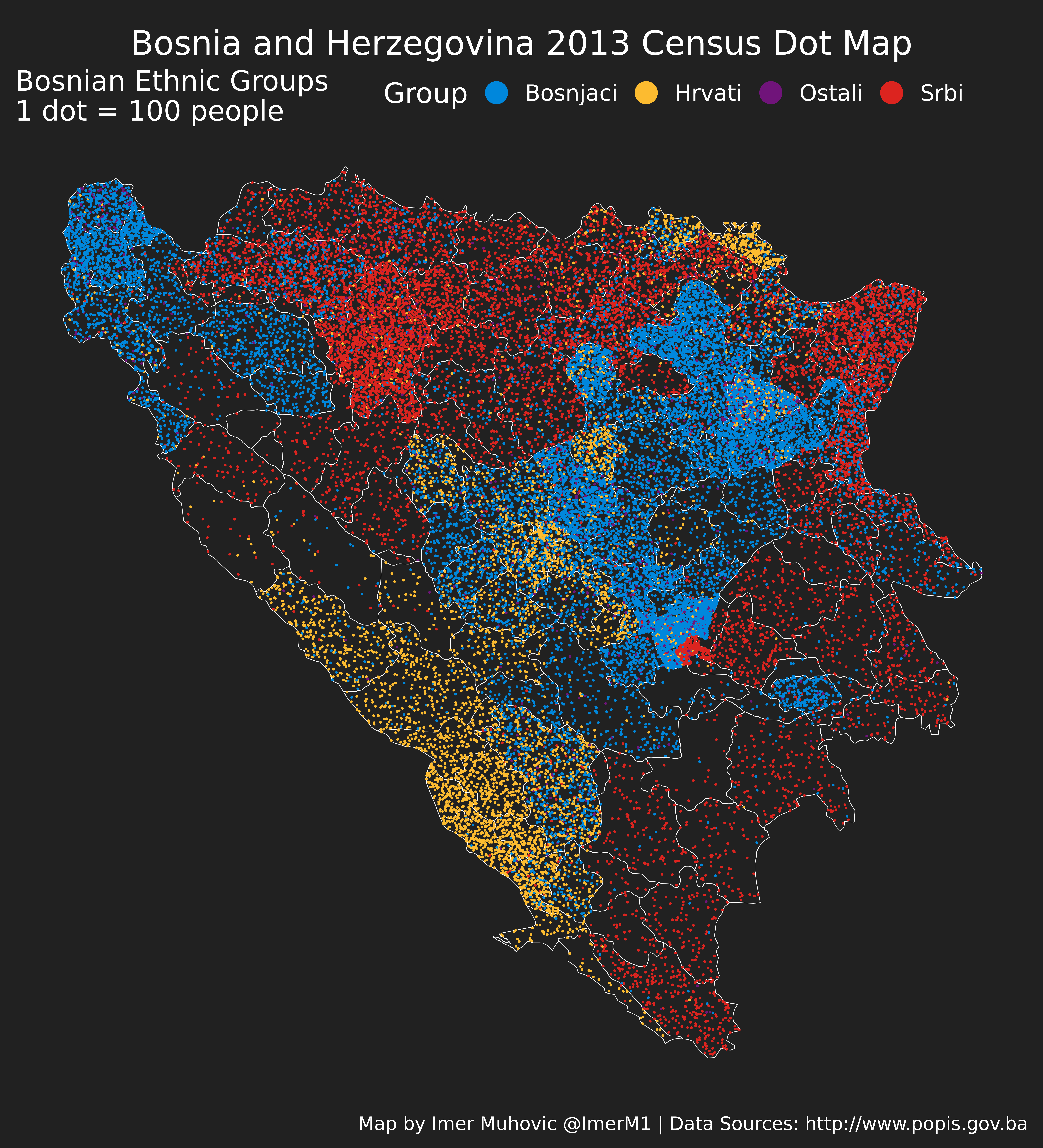
الكثافة السكانية والتوزيع العرقي (بيانات تعداد 2013)

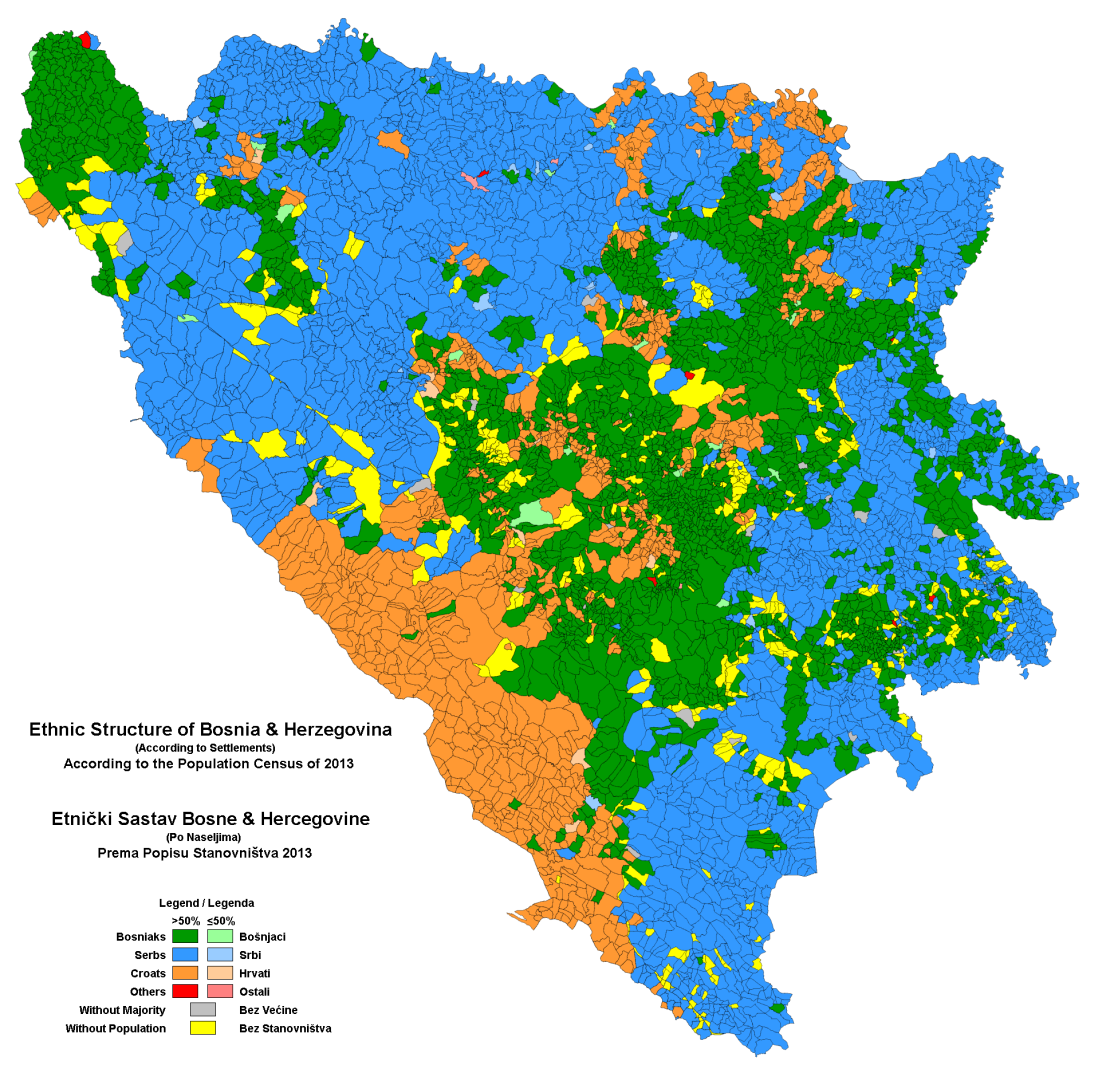
خريطة عرقية للبوسنة والهرسك حسب تعداد 2013

ينتمي أكثر من 96% من سكان البوسنة والهرسك إلى أحد شعوبها الأصلية الثلاثة: البوشناق والصرب والكروات . يشير مصطلح المكون إلى حقيقة أن هذه المجموعات العرقية الثلاث مذكورة صراحة في الدستور، ولا يمكن اعتبار أي منها أقلية أو مهاجرة. أكثر السمات التي يمكن التعرف عليها بسهولة والتي تميز المجموعات العرقية الثلاث هي دينهم، حيث يغلب على البوشناق المسلمين، والصرب في الغالب من الأرثوذكس الشرقيين، والكروات كاثوليك .
يتكلم البوسنيون والكروات والصرب اللهجة الشتوكافية للغة متعددة المراكز المعروفة في اللغويات باسم الصربية الكرواتية. يتم حل مسألة اللغة القياسية بطريقة تجعل ثلاثة شعوب مكونة لها مؤسساتها التعليمية والثقافية في الأصناف القياسية التي تعتبر لغات رسمية على مستويات الدولة الفرعية: البوسنية والكرواتية والصربية.
وجدت دراسة مجموعة هابلوغروب على كروموسوم Y نُشرت في عام 2005 أن "الثلاث مجموعات الرئيسية في البوسنة والهرسك، على الرغم من بعض الاختلافات الكمية، تشترك في جزء كبير من نفس مجموعة الجينات القديمة المميزة لمنطقة البلقان". لكن الدراسة وجدت أن الصرب والبوشناق أقرب وراثياً لبعضهم البعض من أي منهما إلى الكروات.

## خلفية تاريخية
بينما كانت مملكة البوسنة موجودة، لم تظهر هوية بوسنية محددة خلال العصور الوسطى. في البوسنة والهرسك خلال الحكم العثماني، لم يتماهى السكان مع الفئات الوطنية، باستثناء عدد قليل من المثقفين من المناطق الحضرية الذين اعتبروا أنفسهم من الكروات أو الصرب. عرّف سكان البوسنة والهرسك أنفسهم بشكل أساسي من خلال الدين، مستخدمين المصطلحات التركية (للمسلمين)، الهريشاني (المسيحيين) أو اليونانيين (للأرثوذكس) و" كرشاني" أو اللاتين (للكاثوليك). والمسيحيون من الكاثوليك والأرثوذكس الشرقيين تم تنظيمهم في مجتمعاتهم الدينية ذات الاستقلال الذاتي. يعرف الكروات أن أكثرهم من الكاثوليك الكاثوليك، بينما كان الأرثوذكس الشرقيون أكثرهم من الصرب. بالنسبة للمسلمين، كانت الهوية أكثر ارتباطاً بالدفاع عن الامتيازات المحلية ، لكنها لم تشكك في الولاء للإمبراطورية العثمانية. لم يكن لاستخدام مصطلح "البوشناق" في ذلك الوقت معنى وطني؛ بل معنى إقليمي.
عندما احتلت الإمبراطورية النمساوية المجرية البوسنة والهرسك في عام 1878، كانت الهوية الوطنية لا تزال مفهوماً غريباً لمسلمي البوسنة. وقد حاولت السلطات النمساوية المجرية الجديدة فرض هوية بوسنية جماعية للحد من القومية الكرواتية والصربية، وذهبت إلى حد منع استخدام الأسماء الكرواتية أو الصربية في عناوين الجمعيات الثقافية. وقوبلت فكرة الهوية الجماعية بمعارضة من النخب الكرواتية والصربية والمسلمة، ولم يتم قبولها إلا من قبل عدد صغير من المسلمين المحدثين الناشئين. وقبلت النخب المسيحية في البوسنة والهرسك الهويات الكرواتية والصربية على أنها هويتهم، مما أدى إلى صعود سريع للقومية الكرواتية والصربية في البلاد. من ناحية أخرى، اجتمع المسلمون حول نخبهم الدينية وملاك الأراضي مطالبين بالاستقلال الديني. بدأت السلطات النمساوية المجرية في نهاية المطاف في قبول هذا الدمج في البوسنة والهرسك وفضلته لاحقاً.
بعد الحرب العالمية الأولى، تم دمج البوسنة والهرسك في مملكة الصرب والكروات والسلوفينيين المنشأة حديثاً (والتي أعيدت تسميتها لاحقاً إلى يوغوسلافيا). كان الصرب والكروات والسلوفينيين هم الأمم ("القديمة") المكونة. على الرغم من أن الحكومة الجديدة غيرت ديناميكية السلطة بين المجموعات العرقية في البوسنة والهرسك، إلا أن الطائفية الموروثة من النمسا والمجر ظلت سائدة. وكان هذا واضحاً بشكل خاص في أنماط التصويت. كان الوضع نفسه موجوداً في يوغوسلافيا بأكملها، وليس فقط في البوسنة والهرسك. صوّت الصرب والكروات لأحزابهم التي كانت كثيرة العدد ، بينما صوت المسلمون لحزب واحد فقط، وهو المنظمة الإسلامية اليوغوسلافية (JMO). في عهد الملك إسكندر الأول، تم الترويج لهوية يوغوسلافية واحدة حديثة لمحو الهويات المميزة. رأى السكان الصرب والكروات في البوسنة والهرسك في مدينتي بلغراد وزغرب كمراكز وطنية لهم، بينما في الوقت نفسه تعمق الصراع بين المجموعتين، وتسبب تراجع النخبة المسلمة في أزمة هوية بين المسلمين. مع تنافس القومية الكرواتية والصربية على ميولهم، وجدوا بدلاً من ذلك ملاذاً في اللاحتمية الوطنية أو اليوغوسلافية. وفي عام 1939، وافقت القيادة السياسية الصربية والكرواتية على تقسيم البوسنة والهرسك، وإنشاء بانوفينا الكرواتية. بعد إنشائها ، أنشأ قادة المنظمة الإسلامية اليوغوسلافية والنخب الدينية الإسلامية حركة من أجل الحكم الذاتي في البوسنة والهرسك.
خلال الحرب العالمية الثانية، وتحديداً في عام 1941، غزت ألمانيا يوغوسلافيا وأنشأت دمية لها، دولة كرواتيا المستقلة (NDH)، والتي تم دمج البوسنة والهرسك فيها، واعتبر غالبية مسلمي البوسنة أنفسهم من أصل كرواتي في ذلك الوقت. وشهدت هذه الفترة تدمير المجتمع التقليدي لصالح القوميات الحصرية، حيث تعرض الصرب لاضطهاد شديد من قبل حزب أوستاشا الكرواتي، بينما قتل الصرب الشيتنيك المسلمين على سبيل الانتقام. وظهر أنصار يوغسلافيا الشيوعيين كأقوى قوة مناهضة للفاشية في البلاد. خاطبت الحركة الحزبية الصرب والمسلمين والكروات، على الرغم من أن الصرب نظموا معظم نشاطهم في البداية. في عام 1943، أنشأ مجلس الدولة المناهض للفاشية من أجل التحرير الوطني للبوسنة والهرسك، وهي الهيئة السياسية الرئيسية للحزبيين في البوسنة والهرسك، باعتبار أن البوسنة والهرسك كإقليم متميز يضمن "المساواة الكاملة بين جميع الصرب والمسلمين والكروات".
مع تشكيل يوغوسلافيا الاشتراكية، كانت هناك ست جمهوريات وخمس دول تأسيسية، مضيفة المقدونيين والجبل الأسود (الذين لم يتم التعرف على هوياتهم من قبل)؛ ولم يتم الاعتراف بمسلمي البوسنة إلا في أواخر الستينيات من القرن العشرين. بالنسبة لتعداد عام 1961، تم تقديم فئة عرقية جديدة -المسلمون- مع 972954 نسمة من البوسنيون. في عام 1964، تم إعلان المسلمين كشعب، مثل "الشعوب" الخمسة الأخرى، لكن لم يتم تصنيفهم كجمهورية وطنية. في عام 1968، أعلنت اللجنة المركزية البوسنية أن ". . . المسلمون أمة متميزة". بالنسبة لتعداد عام 1971، تم تقديم "المسلمون بمعنى الأمة".